# Čelno-Veršinskij rajon
Il Čelno-Veršinskij rajon (in russo Челно-Вершинский район?) è un rajon dell'Oblast' di Samara, nella Russia europea. Istituito nel 1928, il suo capoluogo è Čelno-Veršiny.